# バイオメカノイド
バイオメカノイド（英語: biomechanoid）とは、生体系(バイオ)と機能(メカノ)との化合物(イド)のことをいう。

## 概要
基本的にSFの形式を取っているが，生物と機械の合体は，現代における遺伝子工学のたとえ，または近未来の在り方を暗示してもいる。

## 歴史
このジャンルの筆頭であるスイス人アーティストのH・R・ギーガーが映画エイリアン でアカデミー賞視覚伝達効果賞を受賞し、世界的に有名となった。
その後様々な分野に影響を与え、例えば任天堂のゲームであるメトロイドはH・R・ギーガーの「有機的なデザインの中に、アクセントとして機械的なものがあるという世界観」を意識している。